# Anafi: Chersonisos Kalamos - Roukounas
Anafi: Chersonisos Kalamos - Roukounas este o arie protejată (arie specială de conservare — SAC, sit de importanță comunitară — SCI) din Grecia întinsă pe o suprafață de 1.122,29 ha, integral pe uscat.

## Localizare
Centrul sitului Anafi: Chersonisos Kalamos - Roukounas este situat la coordonatele 36°21′05″N 25°48′57″E / 36.351322°N 25.815849°E.

## Înființare
Situl Anafi: Chersonisos Kalamos - Roukounas a fost declarat sit de importanță comunitară în aprilie 1997 pentru a proteja un număr necunoscut de specii din flora spontană și fauna sălbatică aflate în arealul zonei. Situl a fost protejat și ca arie specială de conservare în martie 2011.

## Biodiversitate
Situată în ecoregiunile marină mediteraneană și mediteraneană, aria protejată conține 8 habitate naturale: Straturi cu Posidonia (Posidonion oceanicae), Faleze cu vegetație de Limonium spp. endemic de pe coastele mediteraneene, Dune mobile cu vegetație embrionară, Râuri mediteraneene cu debit intermitent, cu specii de Paspalo-Agrostidion, Sarcopoterium spinosum phryganas, Pseudostepă cu ierburi și specii anuale de Thero-Brachypodietea, Pante stâncoase calcaroase cu vegetație casmofită, Peșteri marine scufundate complet sau parțial.
La baza desemnării sitului se află un număr nedeclarat de specii protejate:
Pe lângă speciile protejate, pe teritoriul sitului au mai fost identificate 17 specii de plante, 1 specie de nevertebrate.